# Tel Pecha
Tel Pecha (hebrejsky: תל פחה, arabsky: Tal al-Baša) je pahorek o nadmořské výšce - 240 metrů v severním Izraeli, v Bejtše'anském údolí.
Leží v zemědělsky intenzivně využívané krajině cca 6 kilometrů jihovýchodně od města Bejt Še'an a 1,5 kilometru jihovýchodně od vesnice Ma'oz Chajim. Má podobu nevýrazného odlesněného návrší, které vystupuje z roviny Bejtše'anského údolí. Na západní straně míjí pahorek lokální silnice 6688 do Kfar Ruppin. Na severozápad od Tel Pecha se rozkládá pahorek Tel Nimrod, na jihovýchodní straně je to návrší Giv'at Chacvim nad řekou Jordán.